# Kepler-22 b

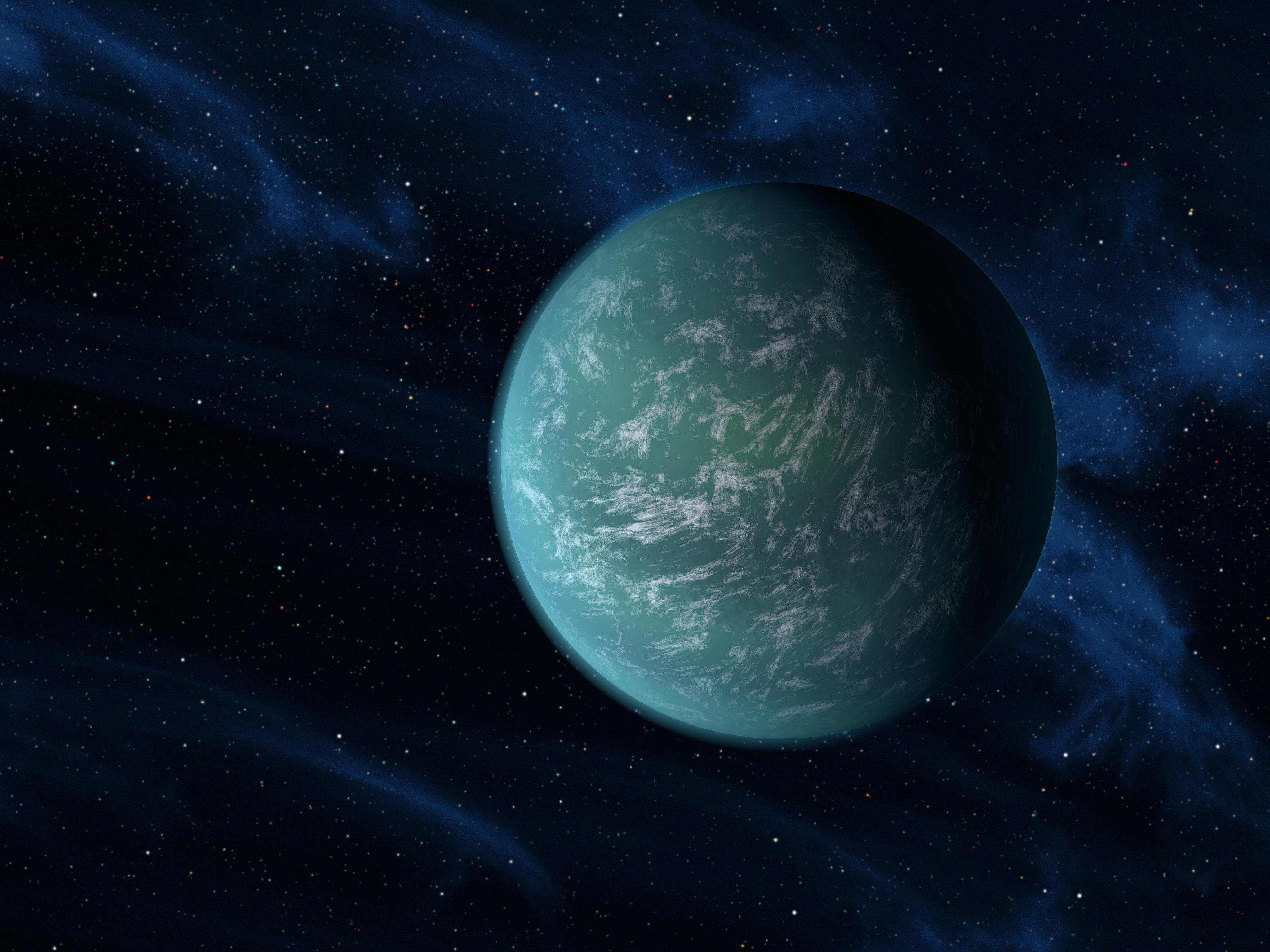
Kepler-22b (в представлении художника)

Kepler-22 b — экзопланета у звезды Kepler-22 в созвездии Лебедя, относящаяся к типу мининептунов. Это первая подтверждённая экзопланета, найденная космическим телескопом «Кеплер» (НАСА), которая обращается в обитаемой зоне солнцеподобной звезды. Существование планеты было подтверждено наземными наблюдениями. Для подтверждения планетной природы Kepler-22 b был использован метод, заключающийся в исключении всех возможных ложных вариантов, которые могут имитировать транзиты планет.

## Характеристики
Kepler-22 b это экзопланета, вращающаяся вокруг жёлтого карлика Kepler-22 спектрального класса G5. Находится на расстоянии в 620 световых лет от Земли. Открыта космическим телескопом Кеплер в декабре 2011 года.

### Масса и радиус
Радиус Kepler-22 b примерно в 2,4 раза больше радиуса Земли. Её масса и химический состав остаются неизвестными, только оценка верхнего предела массы: менее 36 земных масс.
Kepler-22 b, названная учёными «водным миром», может быть планетой-океаном. Это также может быть сравнимо с планетой, богатой водой GJ 1214 b, хотя Kepler-22 b, в отличие от GJ 1214 b, находится в обитаемой зоне. Землеподобный состав исключён с погрешностью по крайней мере 1 сигма измерениями лучевой скорости системы. Таким образом, он, вероятно, будет иметь более летучий состав с жидкой или газообразной атмосферой, что сделает его похожим на Kepler-11 f, самого маленького известного газового гиганта.

### Родительская звезда
Родительская звезда Kepler-22 является жёлтым карликом, который на 3 % менее массивен, чем Солнце, и на 2 % меньше по объёму. Он имеет температуру поверхности 5518 К (5245 °С) по сравнению с Солнцем, температура поверхности которого составляет 5778 К (5505 ° С). Возраст звезды составляет около 4 миллиардов лет. Для сравнения, Солнцу 4,6 миллиарда лет.
Видимая звёздная величина звезды Kepler-22 составляет 11,5m, что означает, что она слишком тусклая, чтобы её можно было увидеть невооружённым глазом.

## Открытие
Об открытии этой планеты было объявлено 5 декабря 2011 года. Радиус планеты примерно в 2,4 раза больше радиуса Земли; она находится на расстоянии около 620 световых лет от Земли, на орбите вокруг звезды Kepler-22 спектрального класса G5.

## Орбита

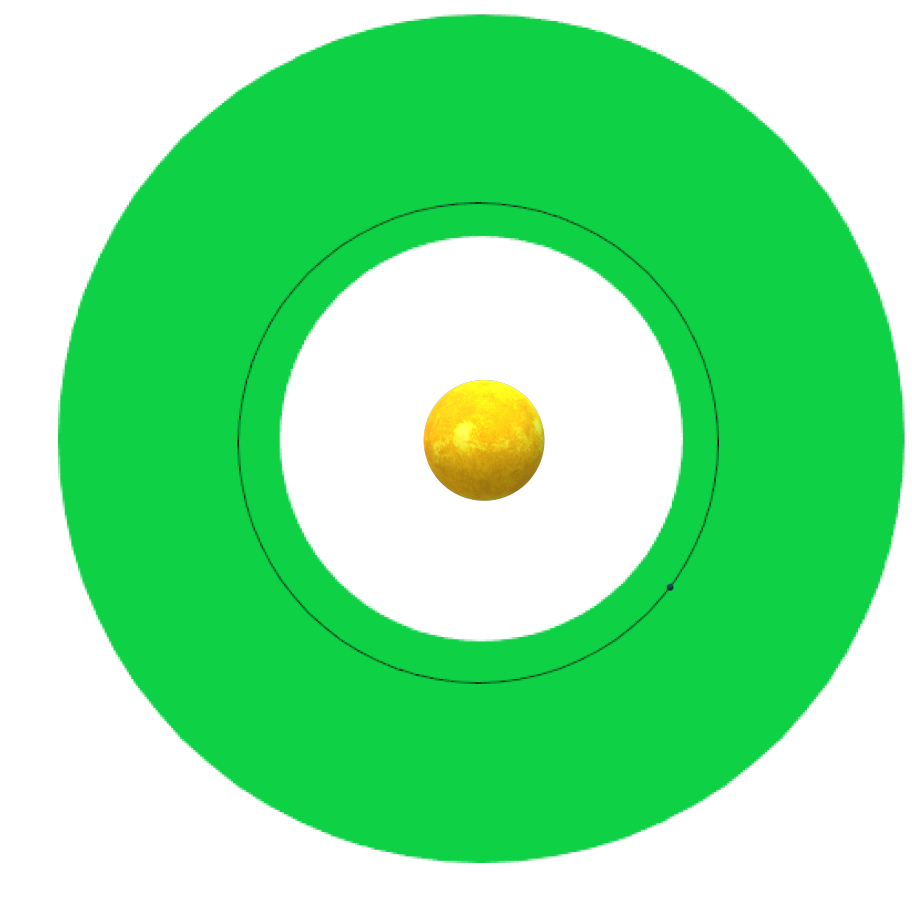
Орбита Kepler-22 b

Kepler-22 b отдалена от своей материнской звезды примерно на 127,5 млн км (0,85 а.е.), а период обращения планеты приблизительно равен 290 земным суткам.

## Возможность жизни

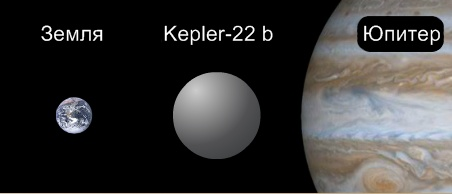
Сравнительные размеры Земли, Kepler-22 b и Юпитера.

Расстояние от Kepler-22 b до Kepler-22 примерно на 15 % меньше, чем расстояние от Земли до Солнца. При этом световой поток от материнской звезды примерно на 25 % меньше, чем от Солнца. Сочетание меньшего расстояния от звезды и меньшего светового потока предполагает умеренную температуру на поверхности планеты. По оценкам учёных, при отсутствии атмосферы равновесная температура на поверхности была бы около -11 °C. Если парниковый эффект, вызванный наличием атмосферы, аналогичен земному, то это соответствует средней температуре поверхности равной примерно +22 °C.
Kepler-22 b подобна Нептуну, состоящему в основном из протяжённой атмосферы, океана и небольшого твёрдого ядра. Тем не менее, по словам Натали Батала, одной из учёных этого проекта, «то, что в таком океане могла бы существовать жизнь — не за гранью возможного».

### Ограничения по спутникам

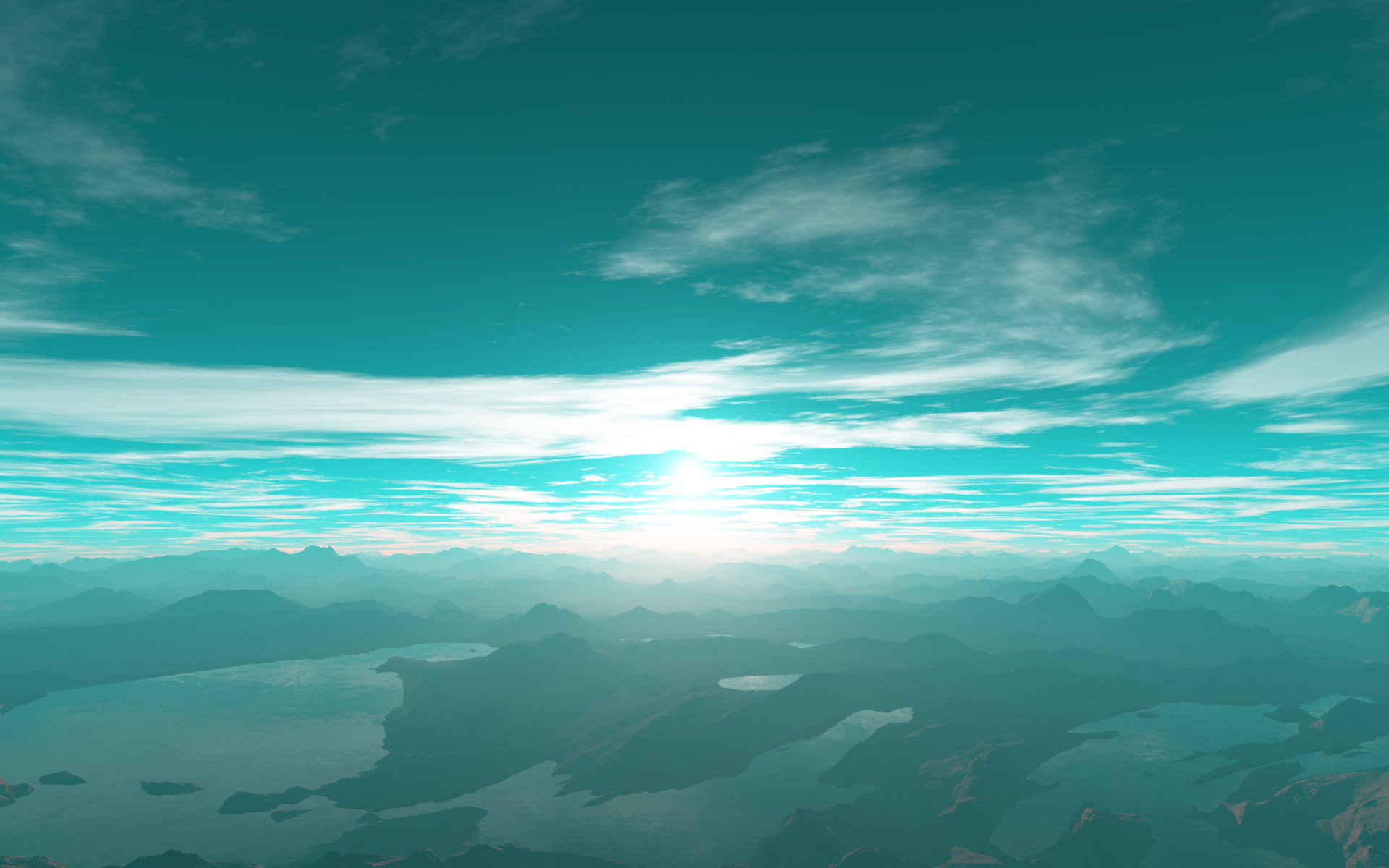
Восход на планете Kepler-22 b (взгляд художника).

Проект «Охота за экзолунами с Кеплером» (HEK) изучил фотометрию Кеплера для планеты, чтобы найти какие-либо доказательства изменения времени и продолжительности транзита, которые могут быть вызваны спутником. Такие вариации не были обнаружены, что исключает существование каких-либо спутников Kepler-22 b с массой, превышающей 0,54 массы Земли.

## Наблюдения за транзитами
Первый транзит планеты перед её родительской звездой наблюдался на третий день работы Кеплера 12 мая 2009 года. Второй транзит наблюдался космическим телескопом Спитцер 1 марта 2010 года. Третий транзит наблюдался 15 декабря 2011 года. Дополнительные данные подтверждения экзопланеты были предоставлены космическим телескопом Спитцер и наземными наблюдениями. Подтверждение существования Kepler-22 b было объявлено 5 декабря 2011 года.

## В массовой культуре
Планета Kepler-22 b является основным местом действия в сериале «Воспитанные волками» (2020).